# Steve Hodge
Stephen Brian ("Steve") Hodge (Nottingham, 25 oktober 1962) is een Engels voormalig betaald voetballer die bij voorkeur centraal op het middenveld speelde. Hodge speelde 24 interlands in het Engels voetbalelftal.

## Biografie
Hodge was profvoetballer tussen 1980 en 1998 en werd geselecteerd voor het Engels voetbalelftal van 1986 tot 1991. Hij was de speler in de kwartfinale van het WK 1986 tegen Argentinië die de bal devieerde (of die de bal dermate raakte) zodat Diego Maradona de Hand-van-God-goal kon scoren (2–0).
Hodge won twee keer de League Cup met Nottingham Forest onder de legendarische coach Brian Clough. Tussendoor speelde Hodge een seizoen voor Aston Villa (1985–1986). In 1991 verloor hij met Nottingham Forest de finale van de FA Cup tegen Tottenham Hotspur, door een eigen doelpunt van Des Walker. Eerder was hij zelf actief voor Tottenham, van 1986 tot 1988. In 1987 verloor hij met Tottenham al eens de finale van de FA Cup, tegen Coventry City met 3−2, door eveneens een eigen doelpunt − van Gary Mabbutt in de verlengingen. Na de FA Cup-finale met Forest verhuisde hij naar Leeds United.
Met Leeds United won Hodge de Engelse landstitel in 1992 onder Howard Wilkinson.

## Erelijst
Nottingham Forest FC
- League Cup

1989, 1990
 Leeds United AFC
- Football League First Division

1992
- FA Charity Shield

1992

## Trivia
- Hodge kon na de verloren kwartfinale op het WK 1986 het truitje van Maradona bemachtigen.[1]